# Internacional Fútbol Club de Palmira
O Internacional Fútbol Club de Palmira, mais conhecido como Internacional Palmira, é um clube de futebol colombiano do município de Palmira, Valle del Cauca. Foi fundado em 10 de janeiro de 2024 e fara sua estreia no futebol profissional colombiano na Categoría Primera B.
O clube substitui o Cortuluá Fútbol Club, com mesmos proprietários após conseguir um acordo com o município de Palmira.